# .je
.je je vrhovna internetska domena (country code top-level domain - ccTLD) za Jersey. Domenom upravlja Island Networks.

## Vanjske poveznice
- IANA .je whois informacija  Arhivirana inačica izvorne stranice od 27. travnja 2006. (Wayback Machine)